# Geschichtstaler
Geschichtstaler ist eine Bezeichnung für eine Serie von Talern, die Ludwig I. von Bayern (1825–1848) auf landesgeschichtliche Ereignisse schlagen ließ.
Die im Konventionsfuß geprägten Geschichtstaler wurden während der Regierungszeit Ludwigs I. fast jährlich mit einem anderen Motiv geprägt. König Maximilian II. ließ die Prägung der Geschichtstaler in geringen Umfang fortsetzen.
Nicht zu den Geschichtstalern zählend, dennoch auf ein historisches Ereignis (und als Legitimation) geprägte Münze, ist der Verfassungstaler von 1818 unter König Maximilian I. Joseph (1806–1825) sowie der Friedenstaler von Ludwig II. zum Sieg über Frankreich.

## Geschichte
Franz Ignaz von Streber, der Konservator des königlich-bayerischen Münzkabinetts verfasste 1828 eine Denkschrift: Vorschlag, die größeren Sorten der gegenwärtigen Courantmünzen (z. B. Dukaten, Thaler und halbe) in historische Denkmünzen zu verwandeln. Diese Schrift wurde vom König „sehr beyfällig aufgenommen“, und die auf Grund der Streberschen Anregung entstandenen „Geschichtstaler“ sind nicht nur ein Ausdruck für den Historizismus jener Epoche, sondern wurden auch Vorbild für die Gedenkmünzenprägungen anderer Staaten, z. B. Sachsen, Baden u. a., nicht nur in jener Zeit, sondern bis auf den heutigen Tag.
Man muss die „Geschichtstaler“ und die oft recht gesuchten Anlässe zu deren Ausprägung auch aus der ganzen geistigen Situation Münchens in den 1830er Jahren verstehen, einer Zeit, da, vom König ausgehend, ein merkwürdiger Wille zum Monumentalen das ganze Leben ergriff. Ludwig I. machte München zum Kulturzentrum Süddeutschlands; ein fast naiv monumentaler Ausdruckswille zeigte sich in den Geschichtstalern und später in den Gedenkdoppeltalern. Dies mag auch der Grund sein, warum diese Serien sich von jeher einer großen Beliebtheit erfreuten. Die Akten über die Geschichtstalerprägungen sind unvollständig. 1837 wird vom König „Bericht über die bisherige Ausmünzung von Geschichtstalern und die Möglichkeiten einer künftigen verstärkten Ausmünzung“ gefordert; vor allem wird um Stellungnahme darüber ersucht, „ob die bisherigen Hemmungen für die Ausprägung von Geschichtstalern in größerer Zahl jetzt beseitigt seien“.
Es wird in verschiedenen Berichten an den König darauf hingewiesen, dass die im Konventionsfuß ausgeprägten Geschichtstaler der Staatskasse einen nicht unerheblichen Verlust, nämlich etwa 7 Kreuzer pro Stück, bringen. Es wurde angeregt, diese beliebten Gepräge doch ebenso wie die Dukaten mit einem Aufgeld abzugeben und bemerkt, dass, um ein gewinnsüchtiges Einschmelzen der Geschichtstaler, das immer wieder zu beobachten sei, zu verhindern, diese an Private bisher nur in Einzelstücken „verliehen“ werden.
Klarheit über die tatsächlichen Ausmünzungen der Geschichtstalern bringt aber keine Tabelle der Münchener Münzanstalt, weil von 1837 und bis 1856 in den Prägeausweisen „Conventionsthaler“ aufgeführt werden. Diese Prägungen, ausgeführt entgegen den Bestimmungen des Münzvertrages von 1837, können nur Geschichtstaler betreffen. Die ausgewiesene Gesamtsumme ergibt rd. 170000 Stück, die sich auf 24 Sorten verteilen, dies würde also bei gleichmäßiger Verteilung rund 7000 Stück für jede Sorte ergeben. – Sicher ist jedenfalls, dass die so beliebten bayerischen Geschichtstaler und später auch die Gedenk-Doppeltaler in für unsere heutigen Begriffe recht geringen Mengen und sicher in keinem Fall in einer Prägezahl über 10.000 Stück hergestellt worden sind. Die Konventionstaler Max Josephs und die Krontaler Ludwigs I. sind trotz viel höherer Prägezahlen erheblich seltener als ein durchschnittlicher Geschichtstaler, da ebendiese „gewöhnlichen Taler“ nicht gesammelt wurden.

## Zur Ausprägung der Taler
Bayern münzte seit 1753 nach dem Konventionsfuß. Aus einer Gewichtsmark Feinsilber (234 g) wurden
10 Konventionstaler geschlagen = 20 Konventionsgulden = 120 Konventionskreuzer

Da Bayern bereits im selben Jahr wieder zum 24 Gulden-Fuß überging, lag der tatsächlich inländische Wert der Konventionsmünzen über ihren Nominalwert nach dem Konventionsfuß.
1 Konventionstaler = 2 Konventionsgulden = 120 Konventionskreuzer = 144 Kreuzer (Landmünze)
1 Konventionsgulden = 60 Konventionskreuzer = 72 Kreuzer (Landmünze)
Das 20-Konventionskreuzerstück galt somit  24 Kreuzer und der „Konventionszehner“ 12 Kreuzer (Landmünze)

Dieser 24 Guldenfuß galt bis zum Inkrafttreten des Münchner Münzvertrages von 1837, der in den süddeutschen Staaten einheitlich den  24 1/2 Guldenfuß einführte.
Die Verbindung des süddeutschen 24 1/2 Gulden-Fußes mit dem norddeutschen 14 Taler-Fuß stellte die seit 1838 geprägten Vereinsmünze dar, das 2 Taler oder 3 1/2 Guldenstück.
Das erklärt die Gewichtsabweichungen unter den Geschichtstalern:
- Die Taler der Jahre 1825–1837 (St. Michaels-Orden) waren Konventionstaler mit einem Raugewicht von ca. 28,06 Gramm und einem Feingewicht von ca. 23,38 Gramm Silber, was einem Feinheitsgehalt von 833,3/1000 entspricht.
- Die Taler der Jahre 1837 (ab Münzvereinigung Süddeutscher Staaten) bis 1856 (Maximilians-Denkmal) waren Doppeltaler mit einem Rauhgewicht von ca. 37,12 Gramm und einem Feingewicht von ca. 33,41 Gramm Silber, was einem Feinheitsgehalt on 900/1000 entspricht.
- Der Siegestaler von 1871 und der Hochzeitstaler von 1867 sind Vereinstaler mit einem Gewicht von ca. 18,52 Gramm und einem Feingewicht von ca. 16,67 Gramm Silber, was einem Feinheitsgehalt von 900/1000 entspricht.[2]

## Geschichtsdoppeltaler von Maximilian II (1848–1864)
| Jahr | Ausgabeanlass | Bild         |
| ---- | --- | ------------ |
| 1848 | Stehende Bavaria, sich auf ein Postament stützend, auf dem ein Blatt mit der Inschrift: Verfassung liegt. Zu ihren Füßen der bayerische Löwe. Im Abschnitt: 1848 |              |
| 1848 | Standbild des Johann Christoph Ritter von Gluck errichtet in München v. König Ludwig I 1848 – Standbild Glucks                                                   |              |
| 1849 | Standbild des Roland de Latre Gen. Orlando di Lasso errichtet in München v. König Ludwig I 1849- Standbild Orlando di Lassos                                     | Bild gesucht |
| 1854 | Allgemeine Ausstellung deutscher Industrie und Gewerbs-Erzeugnisse Glaspalast. Im Abschnitt: München 1854                                                        |              |
| 1856 | Denkmal des Königs Maximilian II in Lindau errichtet v. d. Städten an der Süd-Nord-Bahn – Denkmal Maximilians II. in Lindau. Im Abschnitt: 1856                  |              |

## Geschichtstaler (eher Gedenktaler) von Ludwig II. (1864–1886)
| Jahr | Ausgabeanlass | Bild         |
| ---- | --- | ------------ |
| 1871 | Durch Kampf und Sieg zum Frieden – sitzende Frau mit Kranz und Füllhorn, daneben ein Lorbeerbaum. Im Abschnitt: Friedensschluss zu Frankfurt a. M. 10 Mai 1871 – (Münze auf den Sieg über Frankreich)- Dieser Taler zählt nicht zu den offiziellen Geschichtstalern, sei hier aber der Vollständigkeit wegen erwähnt. Er zählt zu den Friedenstalern die u. a. von Bayern, Sachsen und Württemberg nach dem Sieg über Frankreich ausgegeben wurden. |              |
| 1867 | Probe zum Hochzeitstaler (einseitig) | Bild gesucht |

Zum geplanten Hochzeitstaler der Heirat von Ludwig II. und Sophie Herzogin in Bayern vom 12. Oktober 1867, die jedoch nie zustande kam, schrieb der Medailleur Voigt aus Rom am 29. Juli 1867 an den damaligen Münzdirektor: „Ich will thun, was in meinen Kräften steht, daß Sie die Stempel mit den beiden Bildnissen so zeitig bekommen, daß Sie noch vor dem 12 Octbr. prägen können, denn solche Gelegenheits-Münzen verlieren an Werth, wenn sie nicht zur rechten Zeit erscheinen … Schade daß die Prinzeß das Haar so curios trägt, in der Münze wird man nicht wissen, was das für ein Diadem ist […] die Rückseite müßte auf jeden Fall Ries machen um zur rechten Zeit fertig zu werden …“
Das Hofsekretariat erbat am 6. Dezember 1906 für den Prinzregenten Luitpold einen Abschlag; es dürfte sich hier um das einzig bisher bekannte Exemplar handeln, das später in der Auktion Schulman 1926 Nr. 918 vorgekommen ist. Darauf zu lesen: Ludwig II Koenig v. Bayern u. Sophie Herzogin in Bayern Verm. d. 12 Octb. 1867 – beide Köpfe nach rechts blickend, darunter Voigt.

## Die Serie der Gedenkdoppeltaler
Die Serie der Gedenk-Doppeltaler wurde durch die folgenden Medaillen fortgesetzt, die zwar weiter die Größe und das Gewicht der in den 1870ern (wegen Einführung des 5-Mark-Stücks) außer Kurs gesetzten "alten" doppelten Vereinstaler (=6 Mark), jedoch keine Nennwert- oder Gewichtsangabe (15 ein Pfund Fein) mehr hatten:
- Zur Eröffnung der Luitpoldbrücke 1890–1891;
- Silberhochzeit des späteren Königs Ludwig III. 1893;
- Armeedenkmal in der Feldherrnhalle 1892;
- Das neue Justizgebäude in München 1897;
- Armeemuseum 1904.

| Jahr | Ausgabeanlass | Bild |
| ---- | --- | ---- |
| 1891 | RS Prinzregent Luitpold in Uniform; - VS Ansicht der Luitpoldbrücke, Bauzeit 1890–1891;                           |      |
| 1892 | RS Prinzregent Luitpold in Uniform - VS Ansicht des Armeedenkmals in der Feldherrnhalle                           |      |
| 1893 | RS Prinz Ludwig in Uniform neben Ehefrau Therese - VS Stammbaum                                                   |      |
| 1897 | RS Prinzregent Luitpold in Uniform - VS Ansicht des Justizgebäude in München                                      |      |
| 1904 | RS Prinzregent Luitpold in Uniform - VS Ansicht des - Bayerischen Armeemuseums in München (heutige Staatskanzlei) |      |

Die Talerprägungen der Jahre 1872 und 1873 betreffen ausschließlich Siegestaler.
|-

## Liste der bayerischen Geschichtstaler
Fettgedruckte Textabschnitte sind die exakte Schriftwiedergabe, so wie sie auf den Originalmünzen zu sehen sind. Nicht-fettgedruckte Textabschnitte, beschreiben lediglich die Abbildungen auf der Münze.
Die Taler sind nach den Jahren aufgelistet, die auf den Münzen stehen, nicht nach dem Ausgabejahr, in dem der Taler wirklich erschien.
Hier sind nur die Geschichtstaler Ludwigs I. (1825–1848) aufgeführt.
| Jahr | Ausgabeanlass | Bild |
| ---- | --- | ---- |
| 1825 | Tritt die Regierung des Landes an – Der König stehend im Krönungsornat. Im Abschnitt darunter: „Am 13 October 1825“ (Rückseite Ludwig I König von Bayern, Rückseite bleibt bis zum Verfassungstaler 1848 gleich) |      |
| 1826 | Dem Verdienste seine Kronen – Unten 1826 Reichenbach + Fraunhofer – Beide Köpfe einander zugewandt |      |
| 1826 | Verlegung der Ludwig Maximilians Hochschule von Landshut nach München 1826 – In Lorbeerkranz, auf dem beiderseitig das Landshuter bzw. das Münchener Wappen ruht |      |
| 1827 | Bayrisch-Würtembergischer Zollverein – Merkurstab zwischen zwei Füllhörnern. Unten Geschlossen 1827 |      |
| 1827 | Stiftung des Ludwigs-Ordens Ordenskreuz zwischen Lorbeer- und Eichenzweig. Unten 1827 |      |
| 1827 | „Die Koenigin von Bayern stiftet den Theresien Orden“ – Ordenskreuz zwischen zwei Lilienzweigen. Unten 1827 |      |
| 1828 | Segen des Himmels – Medaillon mit den Köpfen der Königin und der Legende Therese Koenigin von Bayern umgeben von acht Medaillons mit den Bildnissen der königlichen Kinder und ihrer Namen – Maximilian P.V.B.; Otto P.V.B.; Luitpold P.V.B.; Adalbert P.V.B.; Mathilde P.V.B.; Adelgunde P.V.B.; Hildegard P.V.B.; Alexander P.V.B. 1828 |      |
| 1828 | Verfassungssäule errichtet vom Gr. v. Schoenborn – Die Säule in Gaibach, Unterfranken. Im Abschnitt: Eingeweiht 1828 |      |
| 1829 | Handelsvertrag zwischen Bayern, Preussen, Würtemberg und Hessen – Umgeben von den Wappen dieser vier Staaten, zwei Füllhörner und Merkurstab. Unten 1829 |      |
| 1830 | Bayerns Treue – Sitzende Frau (Bavaria) mit einem Hund zu Füßen. Im Abschnitt 1830 |      |
| 1831 | Ein aufgerichteter Löwe mit einem Schild, der die Inschrift trägt: Gerecht und Beharrlich – im Abschnitt 1831 |      |
| 1832 | Otto Prinz v. Bayern Griechenlands erster Koenig – stehende Frau (Hellas) mit griechischen Wappen zur Seite, überreicht dem stehenden Prinzen eine Krone. Im Abschnitt 1832 |      |
| 1833 | Zollverein mit Preussen, Sachsen, Hessen u. Thüringen – Stehende Frau mit Merkurstab und Füllhorn, unten Anker und Schiffsvorderteil. Im Abschnitt 1833 |      |
| 1833 | „Denkmal der Dreyssig Tausend Bayern welche im Russischen Kriege den Tod fanden“ – Obelisk in München. Im Abschnitt 1833 |      |
| 1834 | Ehre dem Ehre Gebührt – In EichenKranz Landtag 1834 |      |
| 1834 | „Denkmahl der Anhaenglichkeit Bayerns an seinen Herrscherstamm Errichtet zu Oberwittelsbach“ – Denkmal in Oberwittelsbach. Unten 1834 |      |
| 1835 | „Beytritt von Baden zum Teutschen Zollverein“ – Merkurstab zwischen zwei Lorbeerzweigen. Unten 1835 |      |
| 1835 | Errichtung der Bayrischen Hypothekenbank – Sich an einen Säulenschaft anlehnende Frau. Im Abschnitt 1835 |      |
| 1835 | „Denkm. der Trennung der Koen. Therese von ihrem Sohn dem Koen. Otto errichtet bei Aibling von Bayrischen Frauen“ – Denkmal bei Bad Aibling. Unten 1835 |      |
| 1835 | „Erste Eisenbahn in Teutschland mit Dampfwagen von Nürnberg nach Fürth“ – Ruhende Frau mit Merkurstab und Lorbeerkranz in der Rechten, mit der Linken auf ein geflügeltes Rad gestützt. Im Abschnitt: Erbaut 1835 |      |
| 1835 | Denkmal des Koenigs Maximilian Joseph errichtet von der Hauptstadt München – Denkmal in München. Im Abschnitt: 1835 |      |
| 1835 | Den Benediktinern wieder eine Lehranstalt übergeben – Stehende Frau (Bavaria) führt einem Benediktiner zwei Knaben zu. Im Abschnitt: 1835 |      |
| 1836 | „Bayern errichtet die h. Ottokapelle zu Kieferfelden zum Andenken an Koen. Ottos Abschied v. seinem Vaterlande“ – Ottokapelle in Kiefersfelden. Im Abschnitt: 1836 |      |
| 1837 | Der St. Michaels-Orden zum Verdienst-Orden Bestimmt – Ordenskreuz in Lorbeer- und Eichenkranz. Unten: 1837 |      |
| 1837 | Münzvereinigung Süddeutscher Staaten – Stehende Frau (Moneta) zwischen den sechs Wappen von Bayern, Württemberg, Baden, Hessen, Nassau und Frankfurt (in springender Reihenfolge). Im Abschnitt: 1837 (Die Anregung zur Herausgabe dieses Talers, erfolge vom König selbst)                                                               |      |
| 1838 | „Die Eintheilung d. Königreichs auf geschichtli. Grundlage zurückgeführt 1838“ – In acht Lorbeerkränzen die Namen der Kreise: Ober Bayern; Nieder Bayern; Pfalz; O. Pfalz u. Reg.; Ober Frank; Mitt. Frank; Unt. Fr. u. Asch; Schwab. u. Neub. im Uhrzeigersinn angeordnet                                                                |      |
| 1839 | Reitersäule Maximilian´s I Churfürsten v. Bayern – Reiterstandbild. Im Abschnitt: Errichtet v. König Ludwig I 1839 |      |
| 1840 | Standbild A. Dürer´s errichtet zu Nürnberg 1840 – Dürer stehend |      |
| 1841 | Standbild Jean Paul Friedrich Richter´s errichtet zu Bayreuth 1841 Jean Paul stehend |      |
| 1842 | Walhalla – Walhalla. Im Abschnitt: 1842 |      |
| 1842 | Maximilian Kronpr. v. Bayern u. Marie K. Prinz. v. Preuss. Verm. D. 12 Octb. 1842 (mit Variante: 1. Oct.) Beide Köpfe nach rechts blickend |      |
| 1843 | Hundertjährige Gründung der Hochschule zu Erlangen durch d. Markgr. Friedr. v. Brandenb. Bayr. 1843 – Standbild des Markgrafen in Erlangen |      |
| 1844 | Feldherrnhalle – Feldherrnhalle in München. Im Abschnitt 1844 |      |
| 1845 | Standbild des Canzlers Fryherrn v. Kreittmayr errichtet in München 1845 |      |
| 1845 | Ludwig Erbprinz v. B. Geb. 25. August-Ludwig Koen. Prinz v. B. Geb. 7 Januar – Frau (Bavaria) vor einer Eiche stehend, in jeder Hand ein Schild mit L., über ihr das gekrönte zweite bayerische Wappen. Im Abschnitt: 1845 |      |
| 1846 | Ludwigskanal – (Main-Donau Kanal) – Sitzende weibliche und männliche Flussgottheiten, die sich die Hand reichen. Im Abschnitt: 1846 |      |
| 1847 | Standbild für Fürstbischofs Julius Echter v. Mespelbrunn errichtet zu Würzburg 1847 – stehender Bischof |      |
| 1848 | Ludwig I giebt die Krone an seinen Sohn Maximilian – Der König überreicht seinem vor ihm stehenden Sohn die Krone. Im Abschnitt: Am 20 Maerz 1848 |      |